# Havardia
Havardia é um género botânico pertencente à família Fabaceae.

## Espécies
- Havardia albicans (Kunth) Britton & Rose
- Havardia campylacanthus (L.Rico & M.Sousa) Barneby & J.W.Grimes
- Havardia mexicana (Rose) Britton & Rose
- Havardia pallens (Benth.) Britton & Rose - Huajillo
- Havardia sonorae (S.Watson) Britton & Rose[2]